# Roger Carcassonne (homme politique)
Pour les articles homonymes, voir Roger Carcassonne et Carcassonne (homonymie).
Roger Carcassonne, né le 15 juin 1903 à Salon-de-Provence et mort le 28 novembre 1992 dans la même ville, est un homme politique français.

## Biographie
David Roger Carcassonne, né le 15 juin 1903 à Salon-de-Provence, décédé le 28 novembre 1992 dans la même ville, est le fils de Edmond Samuel Carcassonne, (1871-), adjoint au maire de Salon-de-Provence.
Licencié en droit, avocat à la Cour d'appel d'Aix-en-Provence, Roger Carcassonne est conseiller général de Salon-de-Provence de 1937 à 1982, sénateur de 1946 à 1971, vice-président de l'Assemblée commune de la CECA (Communauté européenne du charbon et de l'acier) et délégué à l'Assemblée parlementaire européenne de 1958 à 1971.
En mémoire de Roger Carcassonne, le collège de Pélissanne et un prix hippique portent son nom.

## Détail des fonctions et des mandats
Mandat parlementaire
- 26 avril 1959 - 23 septembre 1962 : Sénateur des Bouches-du-Rhône